# Qetesh
Qetesh é uma deusa do panteão egípcio, de origem semítica, adotada ainda na Idade do Bronze da religião de Canaã e introduzida no panteão egípcio durante o Reino Novo. Era a deusa da fertilidade, do prazer sexual e do êxtase, tendo sido muito popular.

## Nome
O nome, provavelmente, era vocalizado pelos egípcios como *Qātiša, da origem semítica Q-D-Š, que significa 'sagrado'. A cidade que a cultuava era Kadesh, na atual Síria. Qetesh costumava ser representada mostrando a face de frente, contrariando a convenção artística egípcia e era comumente associada com o deus Mim, deus da virilidade, como sua consorte.

## Representação
Qetesh é normalmente associada a Anat, Astarte e Aserá. Ela também tem alguns elementos normalmente associados às deusas de Micenas, deusas minoicas de Creta e com deusas relacionadas ao comércio de minérios em Dilmun. Em algumas versões de sua representação, ela é associada ao lado do deus Mim e Rexefe, outro deus de origem síria. Ela costumava ser representada em nu frontal, com a figura de um leão, associado a Mim. Na mão uma cobra e na outra um buquê de flores de lótus, que eram símbolos associados aos mitos de criação.

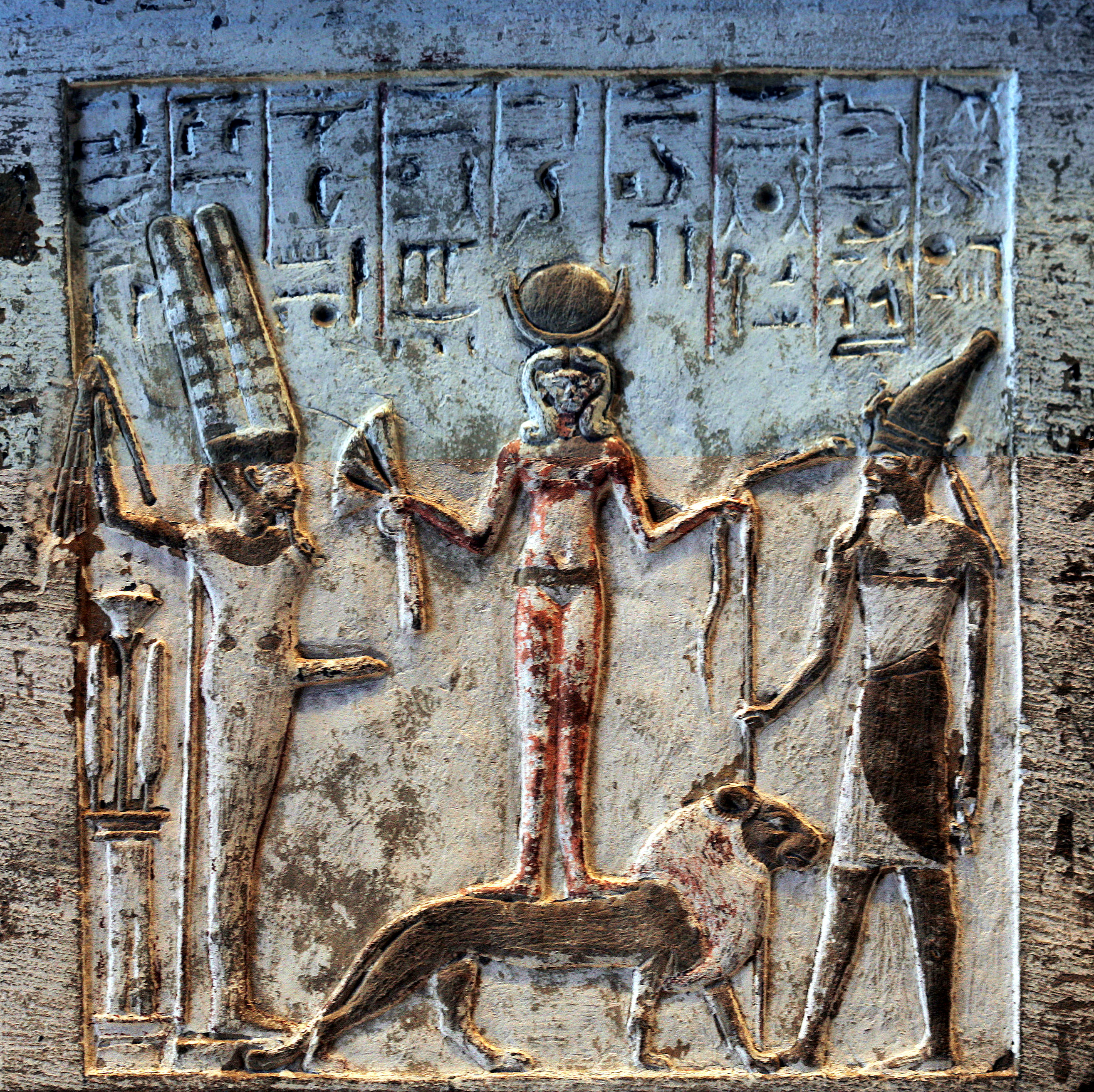
Qetesh usando a coroa de Hator junto de um leão; em sua mão uma flor de lótus e uma cobra, sendo flanqueada por Mim à esquerda e Rexefe à direita. (Louvre)

## Deusa tripla
Qudshu-Astarte-Anat é a representação de uma única deusa que é a combinação de três: Qetesh (Qudshu), Astarte e Anat. Era uma prática comum entre os egípcios e o cananeus de fundir diferentes divindades através do sincretismo religioso, tornando-os um. A Estela de Deusa Tripla mostra a deusa Qetesh com a inscrição "Qudshu-Astarte-Anat", que indica sua associação, sendo Qudshu o epíteto usado para a Mãe de Toda a Criação.

## Epítetos
Entre os epítetos atribuídos a Qetesh estão a de "Senhora de Todos os Deuses", "Dama das Estrelas do Céus", "Amada de Ptá", "Senhora da magia, dama das estrelas" e "Olho de Rá, sem sua igual".

## Cultura popular
Qetesh é o nome de uma senhora do sistema Goa'uld que tomou Vala Mal Doran como sua hospedeira e foi uma personagem recorrente nas temporadas 9 e 10 da série de ficção científica para televisão Stargate SG-1.